# Intermezzi für das Pianoforte opus 72
(Acht) Intermezzi für das Pianoforte is een verzameling werkjes van de Noorse componist Christian Sinding. Dit soort werkjes schreef Sinding aan de lopende band, maar er is in de 21e eeuw nauwelijks iets van terug te vinden.
De acht intermezzi in deze polis zijn:
1. Allegro capriccioso
2. Allegro affettuoso
3. Allegro
4. Presto
5. Allegro passionate
6. Con brio
7. Con fuoco
8. Marcato

Sinding schreef eenzelfde aantal intermezzi voor Intermezzi für das Pianoforte opus 65.